# Deutscher Michel

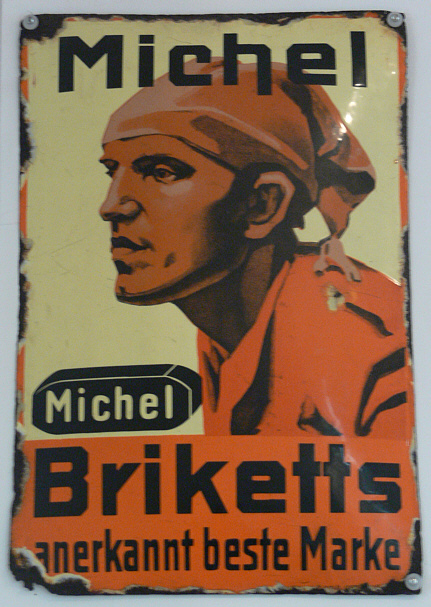
Targa smaltata con la pubblicità della marca Brikett „Michel“ (disegnato con i tipici attributi, lo Zipfelmütze), primi del XX secolo.

Il deutsche Michel è una moderna personificazione nazionale della Germania, oggi la si trova solo come caricatura.

## Rappresentazione
L'attributo più evidente è il copricapo notturno, lo Schlafmütze, così come lo Zipfelmütze. Le prime rappresentazioni del Michel risalgono alla prima metà del XIX secolo. La rappresentazione grafica la si trova come costume popolare nella letteratura dell'epoca. Il massimo della popolarità risale nel periodo degli anni 1840.
Proprietà e natura della figura sono ancora oggi dibattute. La figura del Michel è riconducibile all'Arcangelo Michele o al Reitergeneral Hans Michael Elias von Obentraut, ancora oggi largamente popolare. Riguardo l'influenza della figura dell'Arcangelo Michele per la rappresentazione grafica, esiste l'interessante ipotesi del viaggio di pellegrini verso Le Mont-Saint-Michel o il viaggio dei patroni nella cristianizzazione del nord della Germania. La prima trasmissione documentale a noi è dovuta a Sebastian Franck, nel 1541, lo cita nel suo dizionario (pochi decenni prima della nascita di Obentraut). Il deutsche Michel rappresenta un idiota, un matto, un sognatore. Altre fonti riportano significati diversi della figura del Michel.

## Origine del nome
E' assodato che l'origine del termine „ein deutscher Michel“ risale al Rinascimento. L'Umanesimo in Germania ebbe la lingua latina come idioma. Vi era una separazione tra la lingua del popolo e quella degli istruiti. Fu così anche per il resto d'Europa. Il termine „teutschen Michel“ era un gioco di parole che all'estero indicava lo stereotipo rinascimentale del tedesco ingenuo, addormentato, un'accezione negativa.
Contrariamente a quanto accaduto all'origine, il senso negativo della figura passò a essere, durante la guerra dei trent'anni, simbolo di patriottismo, di orgoglio della lingua madre così come citato da Hans Jakob Christoffel von Grimmelshausen.
La mobilitazione contro i termini stranieri avvenuta nel 1630, produsse un foglio satirico dal titolo Teutscher Michel, che diffondeva il purismo linguistico: Ich teutscher Michel / Versteh schier nichel / In meinem Vatterland / Es ist ein schand.
Dalla metà del XVIII secolo Gottlieb Wilhelm Rabener usava il termine per indicare una persona tedesca di bassa stima. Parallelamente la figura di Michel aumentò di popolarità. Convenzionalmente il termine venne usato in ambiti privati che pubblici per raffigurare un individuo bisognoso di riposo. Nella prima metà del XIX secolo lo si trova nei periodici umoristici e in letteratura in alcune poesie.

## Michel nel Vormärz

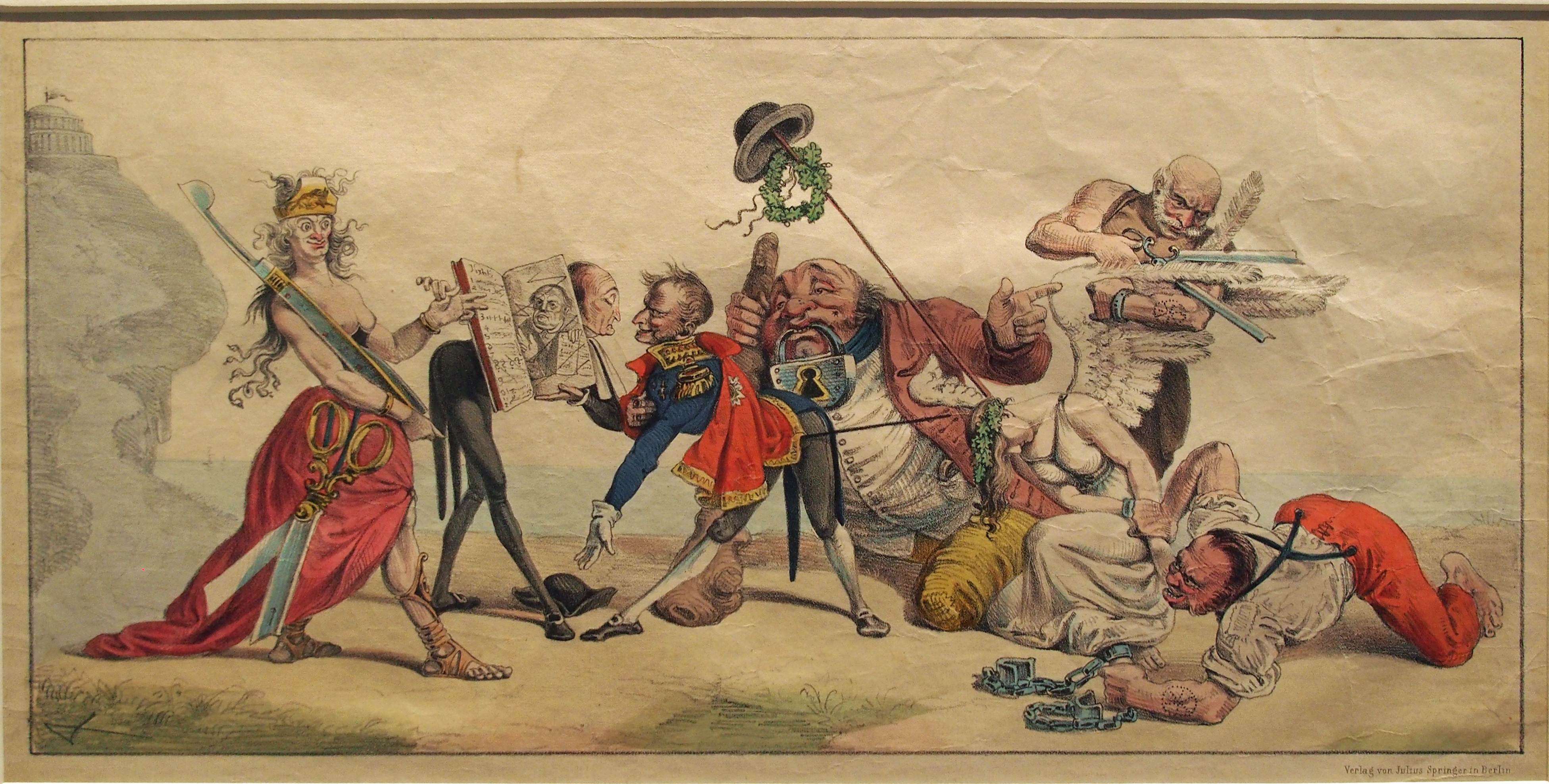
Der deutsche Michel in der Gewalt der Zensur, caricatura di Johann Richard Seel (1842)

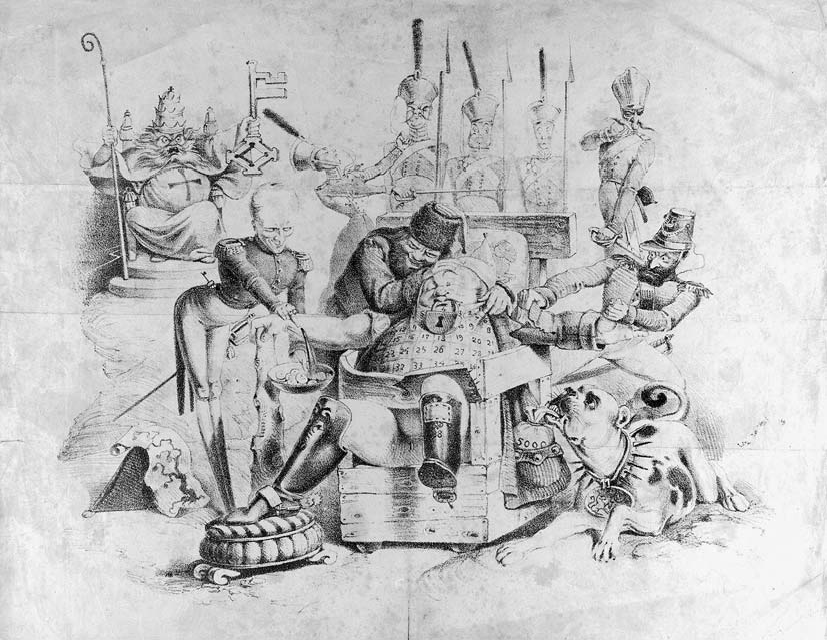
Der deutsche Michel, August 1842, caricatura di Johann Richard Seel (1842)

Il più comune modo di rappresentare Michel è senza dubbio il contadino ingenuo o il fornaio accogliente. Nel dizionario di Joseph Eiselein del 1840 si trova la descrizione „das ganze schwerleibige deutsche Volk“ (l'intero pesante popolo tedesco); nella enciclopedia tedesca Real-Encyklopädie del 1846, Michel è la personificazione di „Thorheiten und Verkehrtheiten“ (follia e perversione) della Nazione tedesca. Fondamentalmente già all'epoca del Vormärz il significato simbolico designava negativamente il popolo tedesco.